# Home of the Brave (Toto)
"Home of the Brave" is een nummer van de Amerikaanse band Toto. Het nummer verscheen als de elfde en laatste op hun album The Seventh One uit 1988.

## Achtergrond
"Home of the Brave" is geschreven door groepsleden David Paich, Steve Lukather en Joseph Williams in samenwerking met Jimmy Webb en geproduceerd door George Massenburg en Bill Payne. Het is een duet tussen Williams en Paich. Het nummer werd geschreven nadat Massenburg opmerkte dat het album The Seventh One nog geen "rocker" had. De titel van het nummer verwijst naar de laatste regel van het Amerikaanse volkslied "The Star-Spangled Banner". Er worden dan ook maatschappelijke misstanden aan de kaak gesteld.
"Home of the Brave" werd nooit uitgebracht als single. Desondanks is het een populair nummer tijdens concerten van Toto, en wordt het vanwege het thema regelmatig opgedragen aan de Amerikaanse militairen. Het verschijnt dan ook op diverse compilatie- en livealbums, waaronder Absolutely Live, Live in Amsterdam en Live in Poland. In Nederland kwam het nummer in 2022 de NPO Radio 2 Top 2000 binnen.

## NPO Radio 2 Top 2000
| Nummer met noteringen in de NPO Radio 2 Top 2000 | '22  | '23  | '24  |
| ------------------------------------------------ | ---- | ---- | ---- |
| Home of the Brave                                | 1623 | 1635 | 1624 |

1. ↑  Een vetgedrukt getal geeft de hoogste notering aan.
2. ↑  2022 was het eerste jaar met een notering voor dit nummer.